# William Jan
William Jan, född 7 oktober 1998, är en svensk fotbollsspelare som spelar för FC Stockholm.

## Karrier
Jan började spela fotboll genom AIK:s knatteskola, han jobbade upp sig till ungdomslagen och vann SM-guld U17 och spelade internationellt cupspel för AIKs ungdomslag. Under denhära tiden fick han bemärkelsen "William är en bollskicklig mittfältare som både vill bygga upp och avsluta anfallen."
För att påbörja seniorkarriären flyttade han till FC Gute där han spelade 36 matcher på två år, sedan flyttade han till Sollentuna FK för tre år av spel.  Inför säsongen 2023 flyttade Jan till FC Stockholm där han spelat säsongerna 2023 och 2024.

## Meriter
U17 SM-guld med U17 AIK